# Wieża ciśnień w Tarnobrzegu
Wieża ciśnień w Tarnobrzegu – wieża znajdująca się przy ulicy Ferdynanda Rusinowskiego 3 w Tarnobrzegu, w pobliżu dworca PKS. Wieża, ze względu na charakterystyczny kształt nazywana „Grzybem”, uznawana jest za jeden z symboli miasta. Należy ona do spółki Tarnobrzeskie Wodociągi (dawniej Przedsiębiorstwa Gospodarki Komunalnej w Tarnobrzegu).

## Architektura
Wysokość wieży to ok. 35,75 m, zaś na jej taras prowadzą 182 schody.
Zbiornik ma kształt odwróconego stożka ściętego o średnicy 30 metrów, opartego na trzonie walcowym o wysokości ok. 30 m. Konstrukcja zamocowana jest w żelbetowym fundamencie płytowym o średnicy 18 metrów. Wewnątrz trzonu znajdują się stalowe, ażurowe schody w konstrukcji wachlarzowej. Czasza mieści ok. 900 m³ wody pitnej. Zbiornik ma pojemność całkowitą 1650 m³ i podzielony jest na dwie koncentryczne komory o pojemności 800 i 850 m³.
Zbiornik przykryty jest żelbetowym gzymsem, wraz z barierką stanowiącym taras wieży. Wieżę wieńczy stalowy daszek wspornikowy w kształcie parasola.

## Historia
Wybudowana została w latach 60. XX w. przez Tarnobrzeskie Towarzystwo Budowlane. Miasto rozbudowywało się, aby obsłużyć powstałe wówczas zagłębie siarkowe – dla pracowników Siarkopolu powstało wówczas 20 tys. mieszkań wraz z infrastrukturą miejską, w której skład wchodziła m.in. wieża ciśnień.
Wieża została oddana do użytku, według różnych źródeł, w 1970 lub 1972 r. Dokumenty przetargowe spółki Tarnobrzeskie Wodociągi podają, że był to rok 1970 r. Z drugiej strony jeszcze w 1972 r. pisano o niej, że jest kluczem do ustabilizowanej pracy urządzeń wodociągowych, jednak ze względu na przedłużające się terminy przekazania inwestycji wciąż „upiększa tylko panoramę miasta”. Z kolei w dokumentach ewidencyjnych majątku komunalnego to 1972 widnieje jako rok, w którym wieża zaczęła funkcjonować.
W miarę rozwoju miasta zapotrzebowanie na wodę rosło. Mieszkańcy wyższych pięter bloków skarżyli się na słabe ciśnienie wody, a nawet jej brak. Z tego powodu w 1991 r. miał miejsce gruntowny remont wieży, po raz pierwszy od czasu jej budowy. Ponowne oddanie do użytku nastąpiło 19 lipca tego samego roku.
W latach 2018–2020 zbiornik wieżowy przeszedł remont w ramach projektu modernizacji Stacji Uzdatniania Wody.
Wieża obecnie pełni rolę zbiornika buforowego, działa jako zbiornik retencyjny i przeciwpożarowy oraz stabilizuje ciśnienie w sieci wodociągowej.

## Inne zastosowania
Na zbiorniku zamontowane są anteny sieci komórkowej – Stacja bazowa 56144 Tarnobrzeg Przywiśle. Wnioski o wydanie decyzji środowiskowej wystosowane były w 2007 r., a w 2011 r. dokonano instalacji.
W 2009 r. informowano o pomyśle urządzenia kawiarni na tarasie wieży. Operator wieży nie widział przeciwwskazań, jednak zwrócił uwagę, że potencjalny inwestor musiałby dostosować obiekt do takich potrzeb, co wiązałoby się m.in. z budową windy zewnętrznej, ogrodzeniem tarasu i zapewnieniem odpowiedniego zaplecza.
W 2016 r. zapowiadano, że wieża zostanie pomalowana na czerwono i będzie służyć jako reklama powstałego w Tarnobrzegu sklepu Media Markt, co nie doszło to do skutku.